# Attentate von Thessaloniki

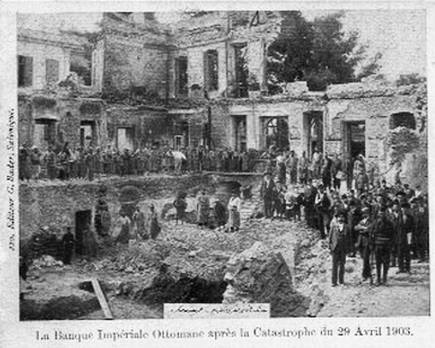
Die Ottomanische Bank nach dem Bombenanschlag, April 1903

Als Attentate von Thessaloniki (griechisch Απριλιανά του 1903, bulgarisch Солунски атентати) werden mehrere Sprengstoffattentate zwischen dem 15. Apriljul. / 28. April 1903greg. und 17. Apriljul. / 30. April 1903greg. in der damals zum Osmanischen Reich gehörenden Stadt Thessaloniki bezeichnet.

## Ablauf der Ereignisse
Die Attentate wurden mit der Hilfe der BMARK durchgeführt. Dabei wurde am 28. April 1903 das französische Schiff Guadalquivir im Hafen versenkt. Der Sitz der Ottomanischen Bank wurde am 29. April durch ein Bombenattentat schwer beschädigt. Durch diese Explosion wurde das nahe Hotel Colombo zerstört, das der italienische Baustellenkoch Angiolino Colombo 1882 eröffnet hatte. Der Deutsche Klub wurde ebenfalls stark in Mitleidenschaft gezogen.